# کهنه‌خدات
کهنه‌خدات (به ترکی آذربایجانی: Köhnə Xudat) یک منطقهٔ مسکونی در جمهوری آذربایجان است که در شهرستان خاچماز واقع شده‌است. کهنه‌خدات ۱٬۲۵۲ نفر جمعیت دارد.

## جستارهای وابسته

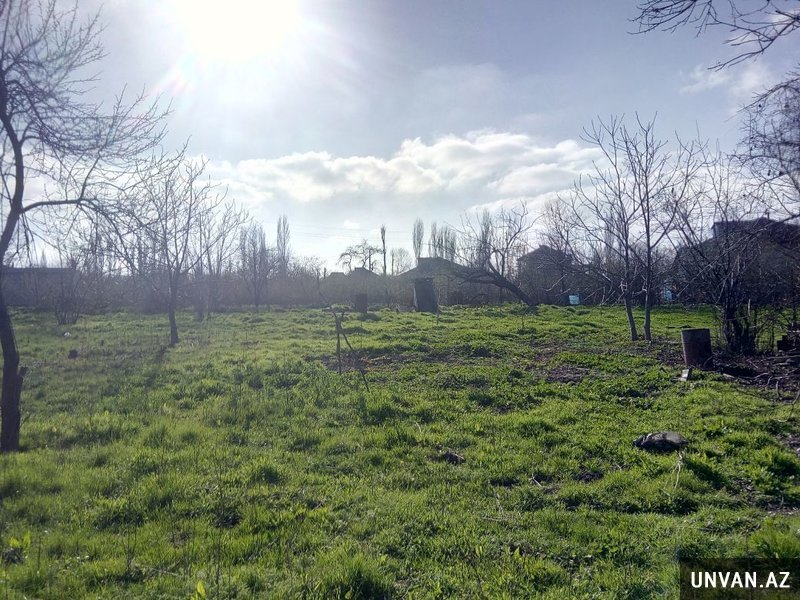
نگاره‌ای از روستای کهنه خدات